# Путаненко Василь Миколайович
Васи́ль Микола́йович Путане́нко (нар. 8 червня 1976, Кузьминці, Київська обл. — пом. 13 квітня 2015, Авдіївка, Донецька обл.) — сержант Збройних сил України.

## Життєвий шлях
1991 року закінчив Кузьминецьку школу, 1994-го — Ржищівське ПТУ № 28, здобув професії тракториста-машиніста широкого профілю та водія автомобіля. Протягом 1994–1996 років проходив військову підготовку в Гайсині, по тому проходив службу в повітряних військах у Криму.
Демобілізувавшись, з 1996 по 2003 рік працював трактористом в КСГП «Славутич» села Кузьминці. Після ліквідації господарства працював у селі Великі Пріцьки, ФГ «Вікторія», згодом — машиніст-бульдозерист у ТОВ «Кузьминецький цегельний завод». З грудня 2011 року працював охоронцем у ПрАТ КФ «Лагода». Був одружений з Путаненко Ольгою Миколаївною.
У часі війни — водій 40-ї бригади тактичної авіації, у складі зведеного загону «Дика качка».
13 квітня 2015-го під час одного з обстрілів терористами українських позицій (опорний пункт «Зеніт») поблизу Авдіївки уламок снаряда 120-мм міни влучив у ящики з набоями в бліндажі. Від вибуху загинули Олександр Тищенко, Олексій Вовченко, Дмитро Гура, Василь Путаненко, Богдан Гончаренко.
Упізнаний за експертизою ДНК. 12 вересня 2015 року похований у Кузьминцях.
Без сина лишилася мама.

## Нагороди та вшанування
- Указом Президента України № 553/2015 від 10 жовтня 2015 року — орденом «За мужність» III ступеня (посмертно)[1]
- 15 грудня 2015 року на фасаді Кузьминецької школи відкрито меморіальну дошку пам'яті Василя Путаненка.